# Sembei
Sembei (煎餅) er lysebrune ristede riskiks i forskellige størrelser, der især fremstilles og sælges ved populære japanske turistmål. En sembei er ofte forsynet med et billede eller symbol for stedet og er derfor en populær souvenir (miyage) fra rejser. Af varianter kan nævnes de hårde souka sembei fra byen Souka og de bløde nure sembei (fugtige sembei).